# 电离能
電離能（Ionization energy），或稱游离能、电离焓，常簡記為EI，指的是將一個電子自一個孤立的原子、離子或分子移至無限遠處所需的能量。更廣義的用法，第一电离能定义为气态原子失去一个电子成为一价气态正离子所需的最低能量，记作I1；气态一价正离子失去一个电子成为气态二价正离子所需的能量称为第二电离能，记作I2。依此类推。

第一電離能

电离能的数值和原子的有效核电荷密切相关，也和原子大小、原子轨道中电子间的推斥作用等因素有关。
电离能是原子的重要性质之一。
游離能不像電子親合能有正值跟負值，游離能一定是正值（吸熱）。

## 半导体
对于半导体来说，电离能即为将电子从价带顶移到真空能级所需的最小能量
I = χs+Eg
其中I 为电离能，χs为电子亲合能，Eg为价带顶到导带底的能量差。

## 参見
- 电离
- 电离度
- 电离常数
- 电离能表
- 電正度